# Congatec

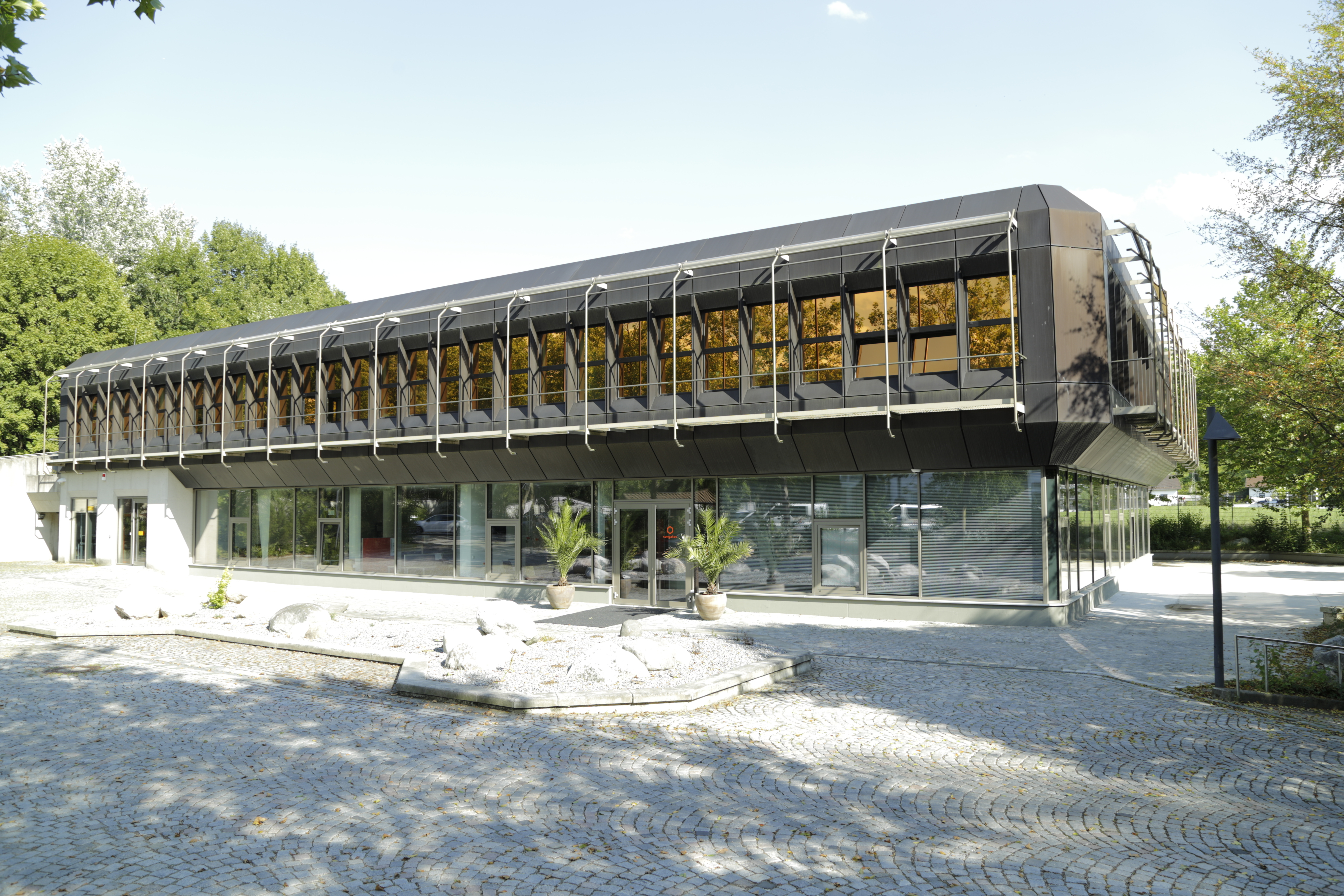
Firmengebäude in Deggendorf

Congatec (Eigenschreibweise in Minuskeln: congatec) ist ein bayerischer Entwickler von eingebetteten Systemen, die in der industriellen Automatisierung, der Medizintechnik, dem Transportwesen sowie der Telekommunikation Anwendung finden. Das Unternehmen bezeichnet sich im Segment der sogenannten Computer-on-Module als Weltmarktführer.

## Geschichte
Congatec wurde am 9. Dezember 2004 von 13 ehemaligen JUMPtec- bzw. Kontron-Mitarbeitern gegründet. Kontron hatte zwei Jahre zuvor JUMPtec übernommen. Die Mitarbeiteranzahl wuchs von 13 auf über 177 im Jahr 2014. Bereits 2015 strebte Congatec eine Notierung an der amerikanischen Börse Nasdaq an, das Vorhaben wurde aber wegen des schwächelnden Kapitalmarkts abgesagt. Auch der Mitte September 2019 angekündigte Börsengang für das Jahresende 2019 im Prime Standard der Börse Frankfurt wurde einen Monat später auf 2020 verschoben. Ende 2020 wurde Congatec von der Deutschen Beteiligungs AG übernommen, wodurch die Pläne für einen Börsengang letztlich obsolet wurden.

## Produktion und Kunden

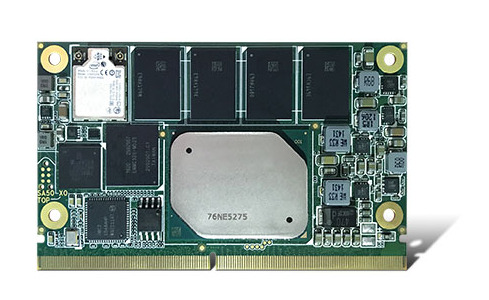
Congatec SMARC-Modul

Als Fabless-Entwickler betreibt Congatec keine eigenen Fertigungsstandorte, sondern lässt seine Produkte von Auftragsfertigern (Foundries) herstellen. Zu seinen größten Kunden zählen die Unternehmen Bernecker+Rainer, Amazon, Bosch Rexroth, General Electric, Google, Rohde & Schwarz, Samsung und Siemens.